# Novîi Zborîșiv, Horohiv
Novîi Zborîșiv (în ucraineană Новий Зборишів) este un sat în comuna Halîceanî din raionul Horohiv, regiunea Volînia, Ucraina.

## Demografie
Componența lingvistică a localității Novîi Zborîșiv
     Ucraineană (99,31%)
     Alte limbi (0,69%)
Conform recensământului din 2001, majoritatea populației localității Novîi Zborîșiv era vorbitoare de ucraineană (99,31%), existând în minoritate și vorbitori de alte limbi.